# William Williams
William Williams (Amlwch, 5 ottobre 1890 – Holyhead, 22 ottobre 1965) è stato un militare britannico, che durante la prima guerra mondiale fu decorato con la Victoria Cross a vivente. Fu inoltre decorato due volte con la Distinguished Service Medal e con la Médaille militaire dal governo francese.

## Biografia

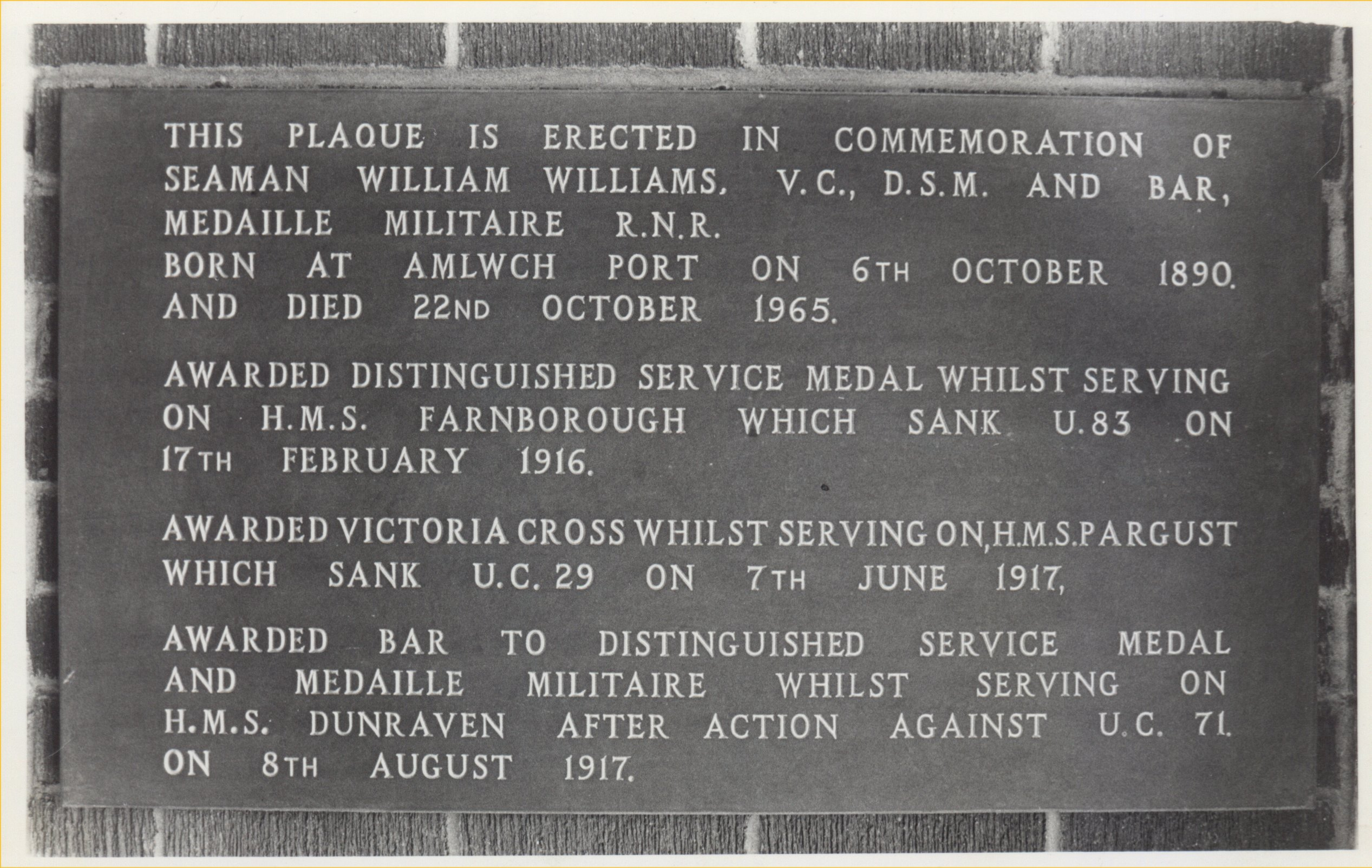
Targa commemorativa dedicata aWilliam Williams VC.

Nacque il 5 ottobre 1890 al numero 6 di Well Street, Amlwch, Anglesey, figlio di Richard, di professione pescatore, e di Ann Thomas. Studio presso la Amlwch Port School crescendo in condizioni di quasi povertà mentre suo padre lavorava lungo la costa settentrionale del Galles. Non appena fu abbastanza cresciuto, come molti dei suoi amici, trovò lavoro in mare, imbarcandosi sugli schooner di Beaumaris Meyric e Camborne. Lavorò molto duramente dimostrandosi affidabile, e tra l'agosto 1910 e il dicembre 1913 effettuò tre viaggi di andata e ritorno al Rio Grande in Brasile, ricevendo rapporti "molto buoni" per la sua abilità e condotta in ogni viaggio. Dopo essere sbarcato nel porto di Ellesmere, si arruolò nella Royal Naval Reserve come marinaio-artigliere il 29 settembre 1914 e fu mobilitato per il servizio attivo tre giorni dopo. Fu uno dei primi marinai assegnati alle navi antisommergibile Tipo Q, unendosi al comandante Gordon Campbell a bordo del piroscafo convertito Loderer nell'autunno del 1915. Durante poco meno di due anni sotto il comando di Campbell, prestò servizio a bordo di altre tre navi Q, la Farnborough, la Pargust e la Dunraven.
Nel febbraio 1917 prestava servizio a bordo della HMS "Farnborough" quando essa fu silurata dal sottomarino U-38 al largo delle coste irlandesi. Quando parte dell'equipaggio, secondo i piani, abbandonò la nave imbarcandosi sulle scialuppe di salvataggio e allontanandosi dalla  Farnborough il comandante dell'U.38 decise di emergere. Appena apparve in superficie il sottomarino tedesco i cannoni della Farnborough furono liberati dalle mascherature ed aprirono il fuoco affondandolo.
Il 7 giugno 1917 era imbarcato sulla HMS Pargust che si trovava nell'Oceano Atlantico quando la sala macchine dell'unità fu danneggiata da un siluro lanciato dal sottomarino UC-29. L'esplosione allentò le coperture dei cannoni di tribordo ed egli, prontamente, si caricò tutto il peso di esse ed impedì fisicamente, pur ferendosi, che le coperture cadessero e svelassero la nave al nemico. Il "panic party" della Pargust, cioè l'equipaggio esca trasportato su ogni nave Q allo scopo di lasciarla apparentemente abbandonata quando attaccata, ammainò le scialuppe di salvataggio e l'U-boat poi emerse, credendo che la Pargust fosse una nave mercantile senza equipaggio e indifesa. Quando l'U-Boot fu a circa 50 iarde (46 m) di distanza, il capitano dell'HMS Pargust diede l'ordine di aprire il fuoco e il sottomarino fu colpito e affondato. Per tale motivo il 20 luglio 1917 venne insignito della Victoria Cross, consegnatagli da re Giorgio V in una apposita cerimonia tenutasi a Buckingham Palace. Un mese dopo, imbarcato sulla HMS Dunraven, partecipò all'affondamento di un altro sottomarino nel golfo di Biscaglia (a ovest della Francia), e per questo ricevette la Bar sulla sua Distinguished Service Medal.
L'affondamento della “Dunraven” nell'agosto del 1917 segnò la fine della carriera di Campbell sulle navi Q, mentre egli continuò a svolgere questo pericoloso servizio. Fu trasferito sulla goletta ausiliaria a tre alberi “Eiliam”, armata con due cannoni da 12 libbre, entrata in servizio il 24 settembre 1917. La sua carriera militare terminò cinque giorni prima dell'armistizio, quando fu congedato dalla Royal Naval Reserve perché non idoneo dal punto di vista medico a ulteriore servizio. All'epoca risultava decorato con la Victoria Cross, la Distinguished Service Medal con Bar e con la Médaille militaire francese (conferitagli il 25 gennaio 1918 per la stessa azione che gli valse la Victoria Cross). Festeggiato ovunque andasse, una folla si recò a Llangefni il 31 ottobre 1918 per vederlo ricevere 150 sterline in titoli di guerra e la popolazione della sua città natale gli donò un orologio d'oro pagato con una pubblica sottoscrizione. Successivamente si unì alla Divisione Territoriale dei Royal Welsh Fusiliers come soldato semplice.
Dopo la fine della guerra si stabilì a Holyhead, dove lavorò come marinaio sui traghetti Holyhead-Greenore che attraversavano il canale della Manica, prima di intraprendere un lavoro a terra nei moli della LNER. Successivamente lavorò presso un commerciante di carbone finché, a causa della cattiva salute, andò in pensione. Si sposò due volte, la prima nel 1925 con Elizabeth Jane Wright, dalla quale ebbe una figlia Betty, e la seconda nel 1946 con Annie Hanlon, una vedova.
Per tutta la vita mantenne stretti legami con la Royal British Legion, di cui fu membro fondatore della sezione di Holyhead, di cui fu per molti anni il portabandiera, partecipando regolarmente alle funzioni civiche e alle parate del Giorno dell'Armistizio. Ammalatosi passò un po' di tempo in ospedale, spegnendosi nella sua casa al 31 di Station Road, Holyhead, il 23 ottobre 1965 a causa di una combinazione di cancro e malattie cardiache. Fu sepolto nel cimitero di Amlwch e le sue medaglie furono successivamente esposte nel Museo Nazionale del Galles, a Cardiff.

### Fonti
1. 1 2 3 4 5 6  VC & GC Association.
2. 1 2 3 4 5 6 7 8 9 10 11 12 13 14 15 16 17 18 19  Victoria Cross Online.
3. 1 2 3 4 5 6 7 8 9 10 11 12 13  Historypoints.
4. ↑  (EN) The London Gazette (PDF), n. 30194, 20 July 1917.
5. ↑  (EN) The London Gazette (PDF), n. 29997, 23 March 1917.